# Aegialomys
Aegialomys (Weksler, Percequillo & Voss, 2006) è un genere di roditori della famiglia dei Cricetidi.

## Etimologia
L'epiteto deriva dalla combinazione della parola greca αἰγιαλός-, riva del mare, in riferimento alla diffusione principalmente costiera del genere e dal suffisso -mys riferito alle forme simili ai topi.

## Descrizione

### Dimensioni
Al genere Aegialomys appartengono roditori di piccole dimensioni, con lunghezza della testa e del corpo tra 105 e 152 mm, la lunghezza della coda tra 120 e 173 mm e un peso fino a 108 g.

### Caratteristiche craniche e dentarie
Il cranio presenta un rostro tozzo, una regione inter-orbitale con i margini convergenti e in rilievo, la scatola cranica allungata e una cresta temporale solitamente ben sviluppata. I fori palatali sono lunghi.
Sono caratterizzati dalla seguente formula dentaria:

### Aspetto
Le parti dorsali sono giallo brizzolate o bruno-grigiastre, mentre le parti ventrali sono biancastre o giallo chiare con la base dei peli grigia. Il muso è provvisto di vibrisse relativamente corte. Le orecchie sono relativamente piccole. Gli artigli sono parzialmente nascosti da ciuffi di peli. La pianta dei piedi possiede sei cuscinetti carnosi. La coda è lunga quanto la testa ed il corpo oppure leggermente più lunga ed è indistintamente bicolore.

## Distribuzione
Il genere è diffuso in Ecuador, Perù e sulle Isole Galapagos.

## Tassonomia
Il genere comprende 4 specie.
- Aegialomys baroni
- Aegialomys galapagoensis
- Aegialomys ica
- Aegialomys xanthaeolus